# Makarîha, Znameanka
Makarîha (în ucraineană Макариха) este localitatea de reședință a comunei Makarîha din raionul Znameanka, regiunea Kirovohrad, Ucraina.

## Demografie
Componența lingvistică a localității Makarîha
     Ucraineană (97,18%)
     Rusă (1,76%)
     Alte limbi (0,35%)
Conform recensământului din 2001, majoritatea populației localității Makarîha era vorbitoare de ucraineană (97,18%), existând în minoritate și vorbitori de rusă (1,76%).